# Halina Zięba-Załucka
Halina Zięba-Załucka (ur. 1952 r. w Nowym Żmigrodzie) – polska prawniczka, konstytucjonalistka, nauczyciel akademicki, profesor nauk prawnych,  w latach 1993–1999 dziekan Wydziału Prawa i Administracji Filii UMCS w Rzeszowie, a w okresie 2001–2002 prorektor ds. studenckich i toku studiów.

## Przebieg kariery naukowej
Studia prawnicze ukończyła na  UMCS w Lublinie w 1975 r. Od 1 października 1975 r. została zatrudniona na stanowisku asystenta w Zakładzie Nauk Prawno – Ustrojowych Filii UMCS w Rzeszowie, gdzie do 1980 była asystentem, w latach 1980–1988 adiunktem, a w latach 1988–1996 zajmowała stanowisko docenta w Zakładzie Prawa Konstytucyjnego filii UMCS w Rzeszowie. W okresie 1995–2001 kierowała Zakładem Prawa Konstytucyjnego Filii UMCS w Rzeszowie. Po powstaniu Uniwersytetu Rzeszowskiego z dniem 1 września  2001 objęła stanowisko profesora nadzwyczajnego na tymże uniwersytecie i kierownika Zakładu Prawa Konstytucyjnego. Obecnie kieruje Katedrą Instytucji Prawnych i Praw Człowieka Uniwersytetu Rzeszowskiego.
W 1980 r. obroniła pracę doktorską pt. Instytucja Najwyższej Izby Kontroli, a niedługo po tym w 1985 r. uzyskała stopień doktora habilitowanego na podstawie rozprawy pt. Organizacja i funkcje Prokuratury PRL. W międzyczasie, tj. w latach 1975-1977, ukończyła także aplikację sędziowską. Od 2000 r.  jest adwokatem w Izbie Okręgowej w Rzeszowie. Ukoronowaniem jej kariery naukowej był tytuł profesora nauk prawnych otrzymany z rąk prezydenta RP Lecha Kaczyńskiego w 2009 r.

## Nagrody i odznaczenia[3]
- Złoty Krzyż Zasługi – 2006 r.
- Srebrny Krzyż Zasługi – 1987 r.
- Medal Komisji Edukacji Narodowej – 1995 r.
- Nagrody Rektorskie – II stopnia: 1981 r.,1996 r.; III stopnia: 1978 r.,1982 r.,1983 r.,1995 r.

## Ważniejsze publikacje[4]
- Najwyższa Izba Kontroli [w:] Zarys prawa konstytucyjnego, red. W. Skrzydło, Lublin–Rzeszów 1993
- Przekształcenia ustrojowe prokuratury [w:] Ustrój i struktura aparatu państwowego samorządu terytorialnego, red. W. Skrzydło, Warszawa 1997
- Władza ustawodawcza, wykonawcza i sądownicza w RP, Warszawa 2002
- Instytucja Prokuratury w Polsce, Warszawa 2003
- Status prawny Instytutu Pamięci Narodowej, „Przegląd Sejmowy” 5/2005
- Granice (nie tylko konstytucyjne) krytyki osób sprawujących funkcje publiczne, „Przegląd Sądowy” 7–8/2005
- Prawo petycji jako forma społeczeństwa obywatelskiego, „Samorząd Terytorialny” 2011, nr 4
- Demokracja a biurokracja „ Samorząd Terytorialny” 2011, nr 7-8
- Czy potrzebna jest zmiana ustawy o Trybunale Konstytucyjnym, „Studia Prawnicze KUL” 2011, nr 3-4
- Terroryzm a prawa człowieka (współredaktor z T.  Bąk),   Kraków – Rzeszów- Zamość 2012
- Środki ochrony praw słusznie nabytych w świetle konstytucji i prawa Unii Europejskiej (współredaktor z P. Chmielnicki), Warszawa 2012.
- Demokracja szwajcarska  wzorem dla państw Europy  Środkowej i  Wschodniej [w:] Ewolucja demokracji przedstawicielskiej  w krajach Europy Środkowej i                wschodniej, red. B. Szmulik, M. Paździor,  Lublin 2013
- Demokracja  w samorządach (uwagi na marginesie nieuchwalonej ustawy o wzmocnienie udziału mieszkańców w jego funkcjonowaniu) „Przegląd Prawa Publicznego” 2013, nr 3
- Konstytucja a bezpieczeństwo publiczne, Księga Jubileuszowa dedykowana  profesor Ewie Gdulewicz, „Studia Iuridica Lublinensia”, red. R. Mojak, W. Skrzydło, Lublin 2014
- Prokuratura a Rada Ministrów (na marginesie oceny sprawozdania prokuratora generalnego przez prezesa Rady Ministrów), „Przegląd Prawa Konstytucyjnego” 2014, nr 3
- Rzecznik Praw Obywatelskich i Rzecznik Praw Dziecka [w:]  System ochrony praw człowieka w RP (red.), Rzeszów 2015
- Bezpieczeństwo obywateli a prawo do mieszkania [w:] Ustroje, tradycje i porównania, Księga jubileuszowa dedykowana prof. M. Grzybowskiemu, red. P. Mikuli, A. Kulig, J. Karp, G. Kuca , Warszawa 2015
- Organy państwowe w ustroju konstytucyjnym RP (red.), Rzeszów 2016
- Prawo do swobody wypowiedzi w prawie międzynarodowym i prawie polskim (na tle sporów o interes publiczny / demokratyzację polityki) [w:] Zagadnienia prawa konstytucyjnego. Polskie i zagraniczne rozwiązania ustrojowe, Księga jubileuszowa  dedykowana Profesorowi Dariuszowi Góreckiemu w Siedemdziesiątą rocznicę urodzin, red. K. Skotnicki, K. Skłodowski, A. Michalak, Łódź 2016
- Wolności i prawa ekonomiczne, socjalne i kulturalne w Konstytucji RP (red.), Rzeszów 2018